# Scheutbos
Scheutbos är en skog i Belgien.   Den ligger i provinsen Östflandern och regionen Flandern, i den nordvästra delen av landet, 60 km nordväst om huvudstaden Bryssel.
Omgivningarna runt Scheutbos är en mosaik av jordbruksmark och naturlig växtlighet. Runt Scheutbos är det tätbefolkat, med 397 invånare per kvadratkilometer.

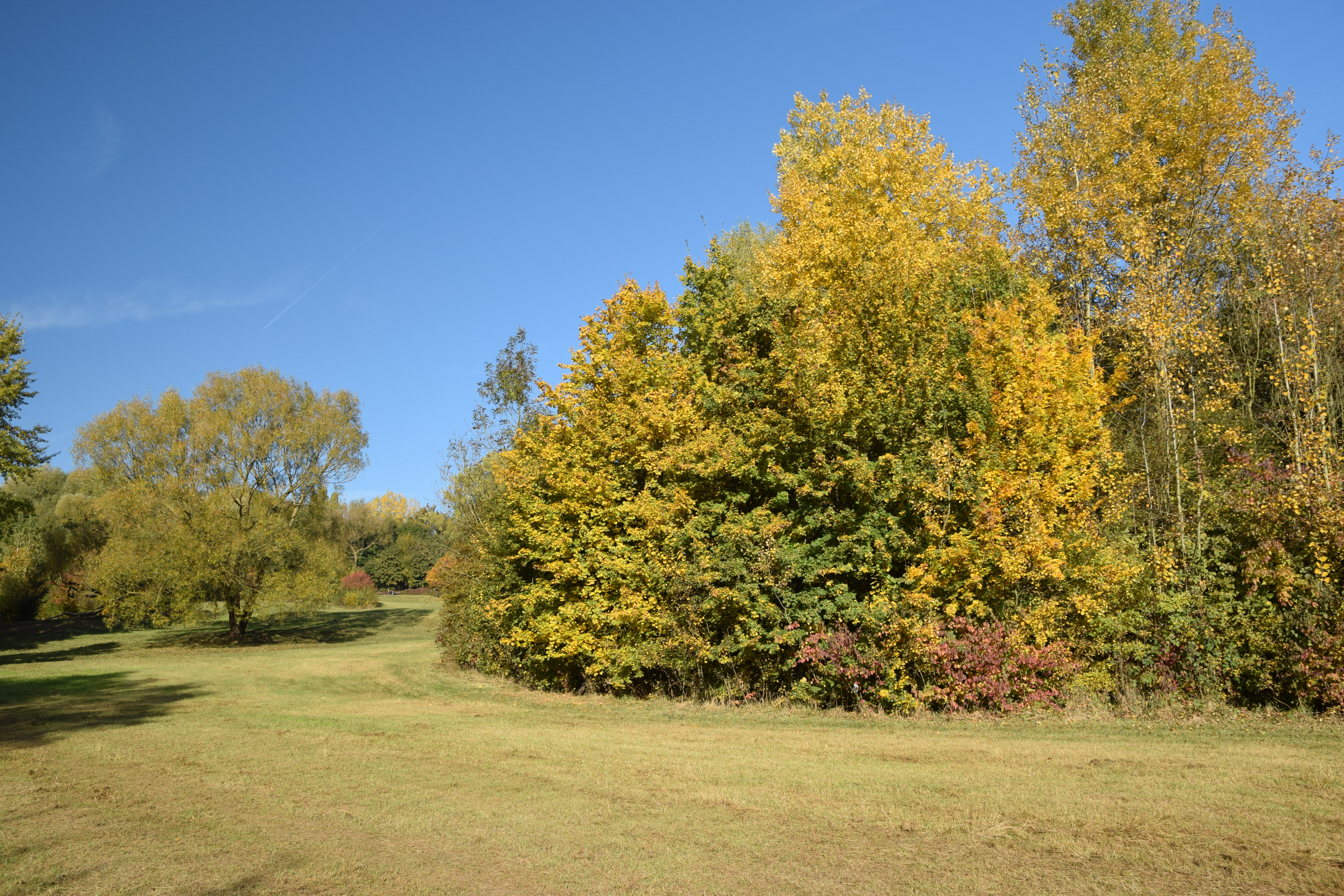
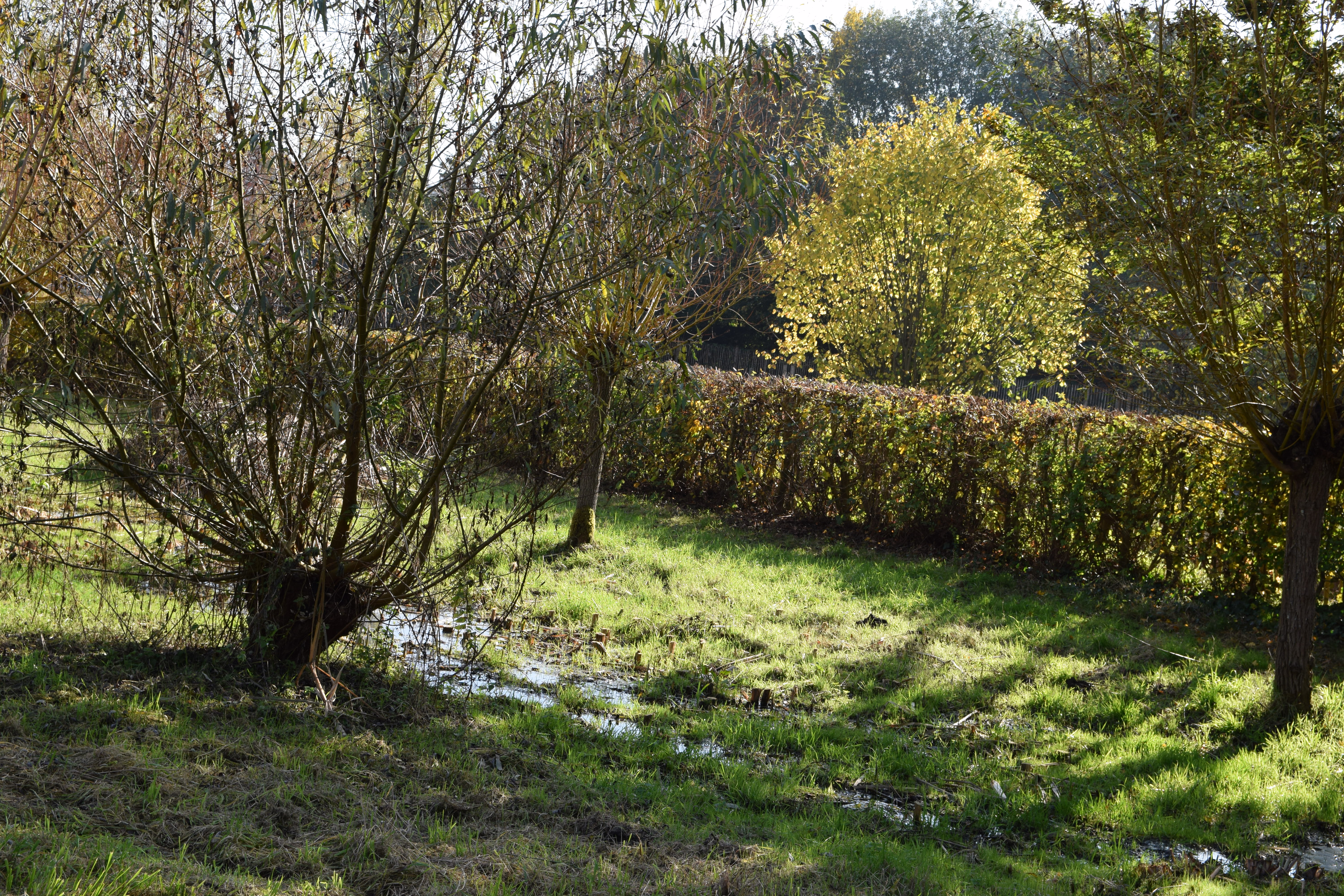
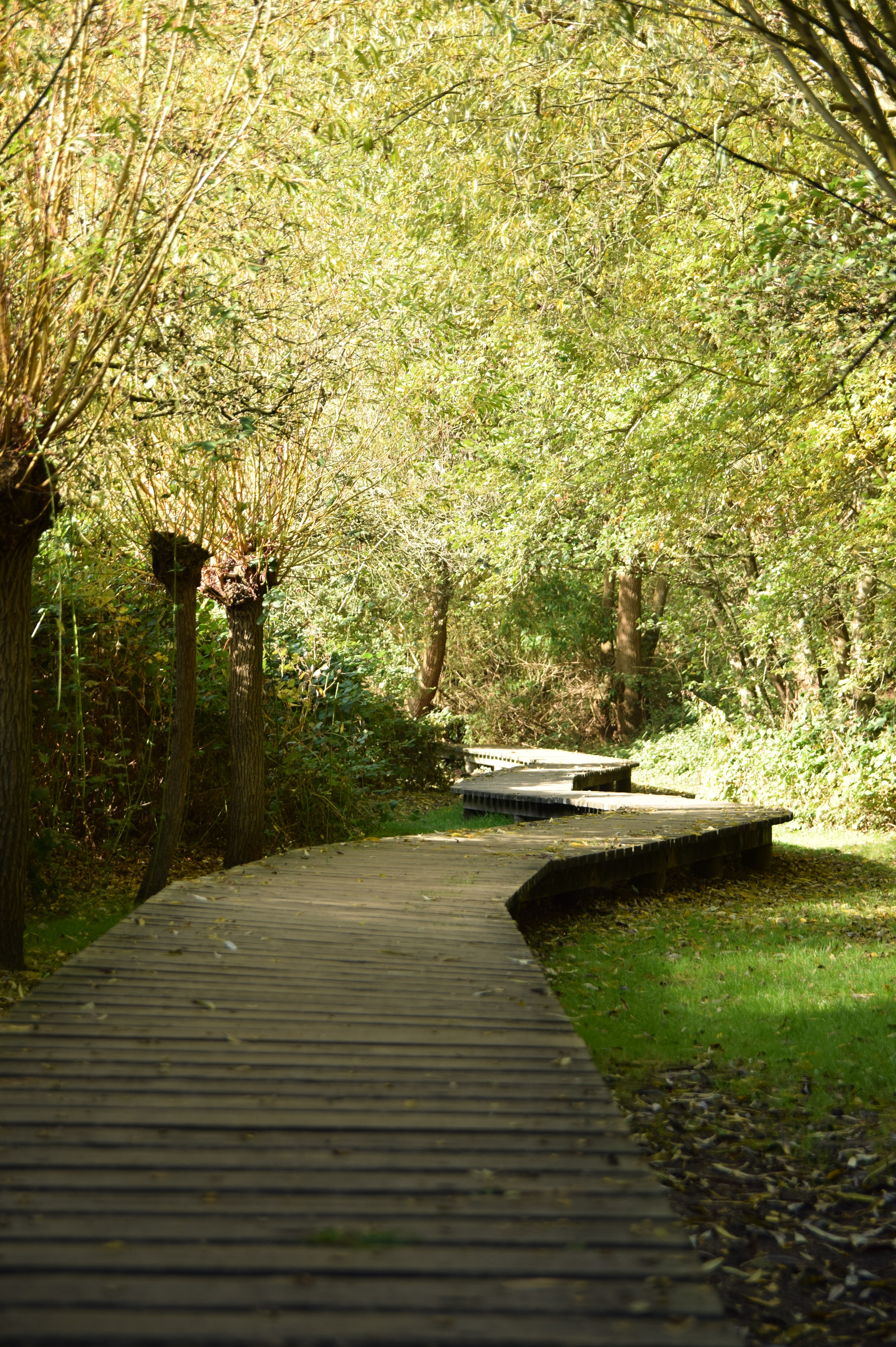
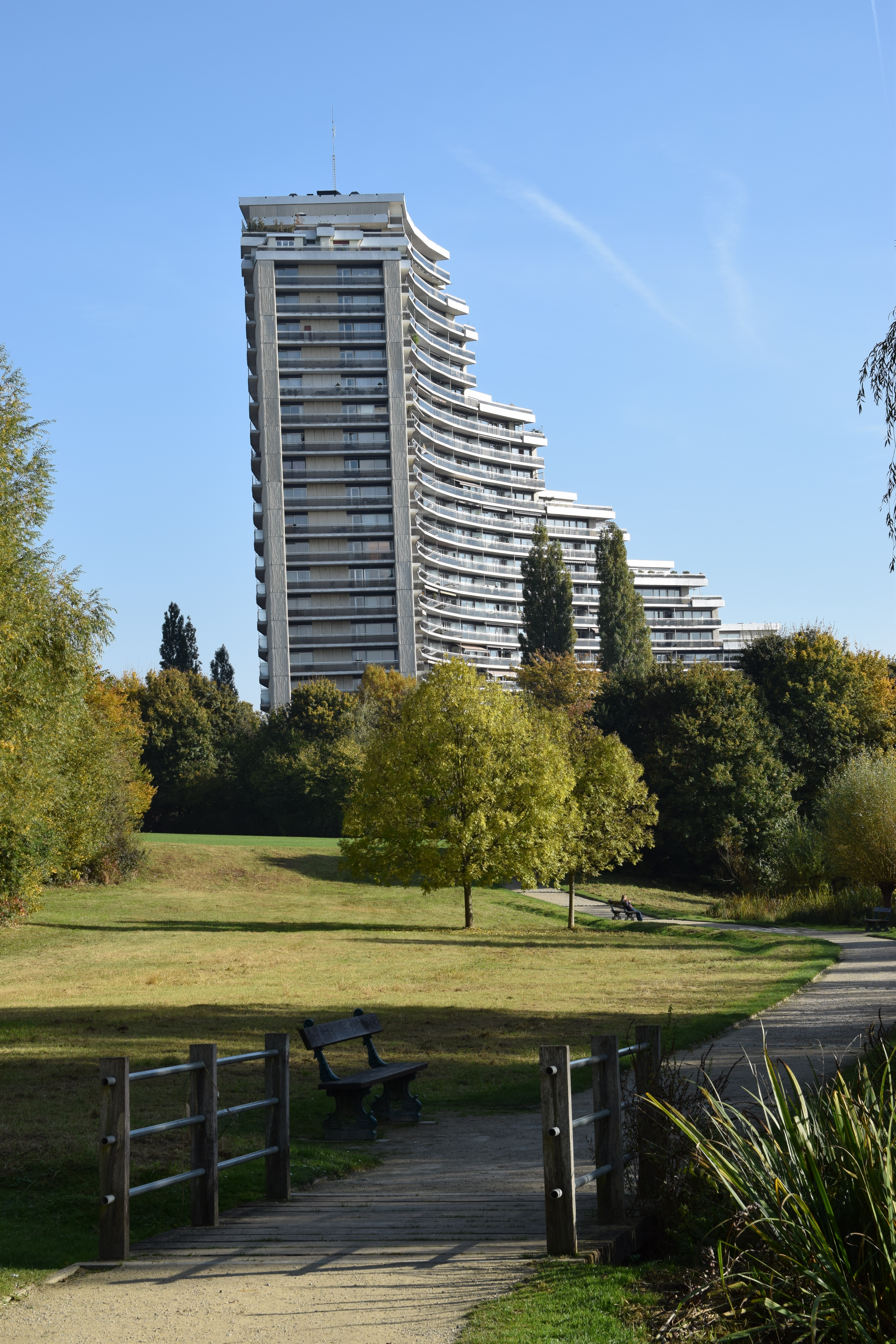
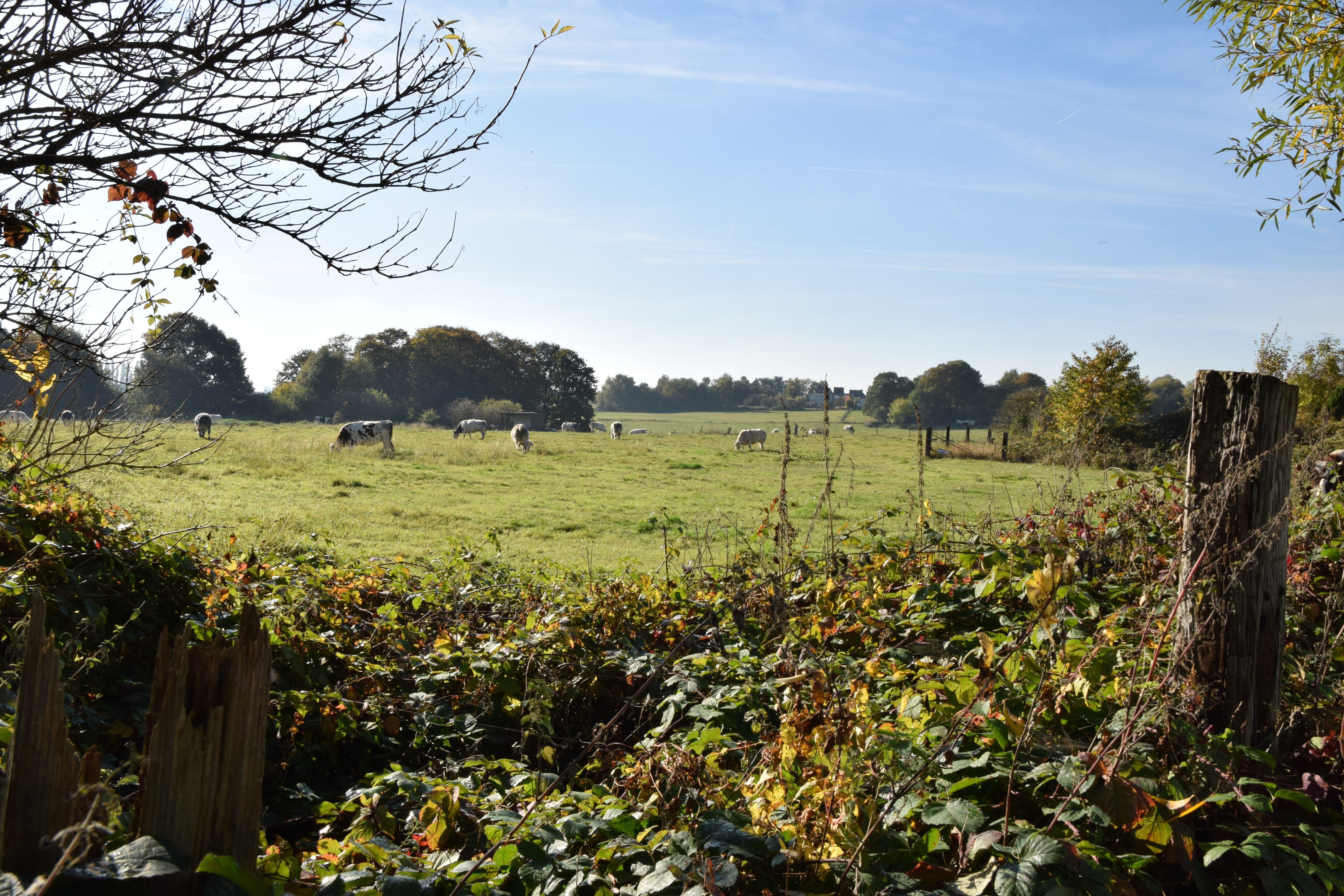
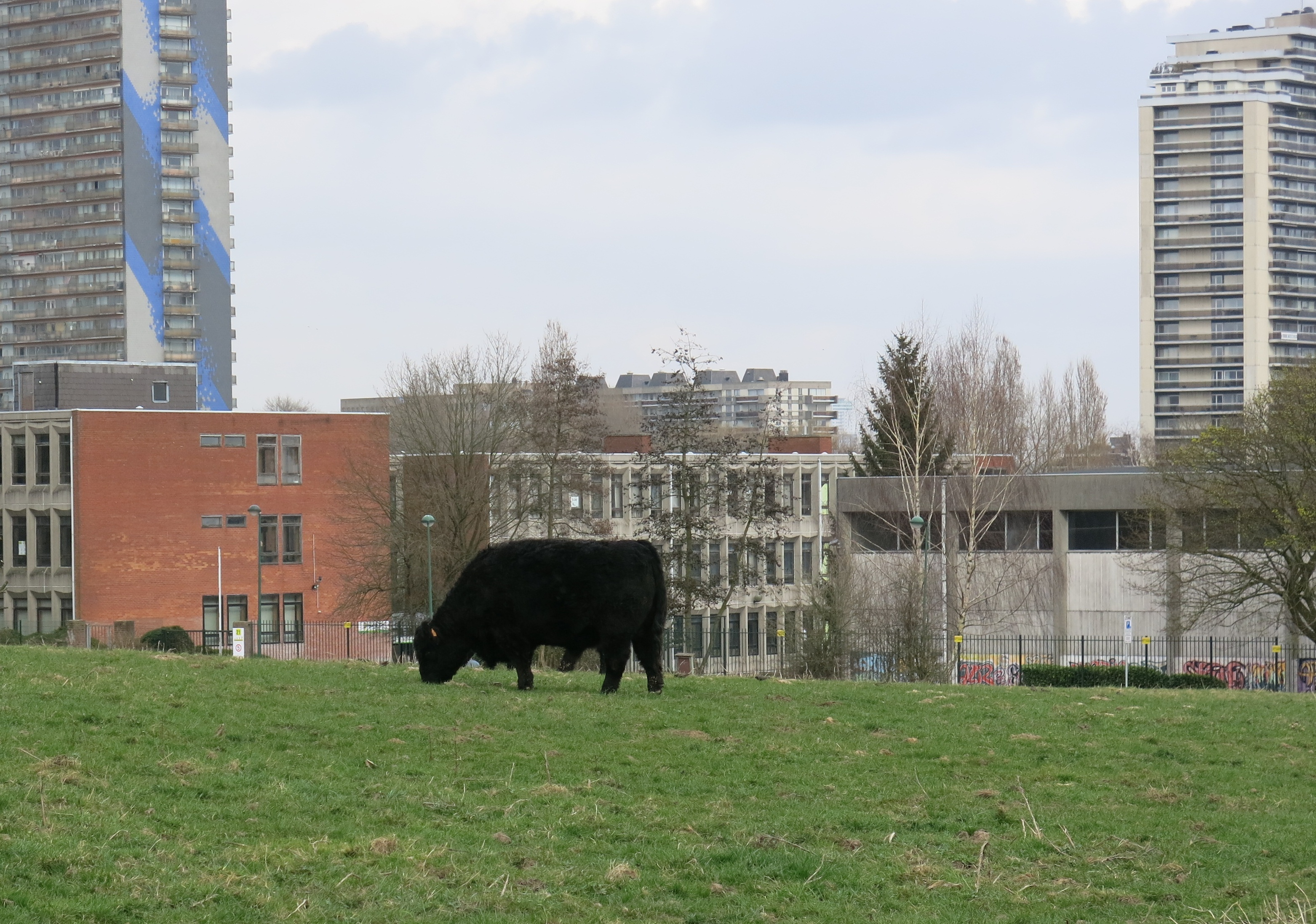